# Hestina assimilis
Hestina assimilis (лат.) — вид дневных бабочек рода Hestina из семейства Нимфалиды, распространённый в Азии.

## Описание
Крылья темные со светлым рисунком. Верхняя сторона крыльев с белыми, реже — желтовато-белыми пятнами. На задних крыльях у их края имеется ряд красных глазков с черными пятнами по их центру. Если красные пятна отсутствуют, то край задних крыльев между жилками с чёрными точками. Передние крылья с чёрным сетчатым рисунком, а задние — с чёрными жилками.
Щупики большие, косо торчащие вперёд. Передние ноги редуцированы, не используются при хождении, лишены коготков и покрыты густыми волосками. Задние голени с одной парой шпор.
Часто самцы данного вида собираются группами на влажном песке и глинистых почвах, по берегам ручьёв, возле луж и т. п. Гусеницы питаются на листопадных деревьях рода Каркас (Celtis).

## Ареал
Южная Япония, полуостров Корея, северо-восточный, центральный и западный Китай, Тибет, Тайвань. На территории России мигрирующие особи могут быть встречены на крайнем юге Приморского края. Населяет широколиственные леса.